# Тум (Німеччина)
Тум (нім. Thum) — місто в Німеччині, розташоване в землі Саксонія. Входить до складу району Рудні Гори.
Площа — 18,89 км2. Населення становить 5056 ос. (станом на 31 грудня 2020).